# Osterby (Schleswig-Flensbourg)
Pour les articles homonymes, voir Osterby.
Osterby (en danois: Østerby) est une commune de l'arrondissement de Schleswig-Flensbourg, Land de Schleswig-Holstein.

## Géographie
Osterby se situe le long de la frontière avec le Danemark, à environ 16 km à l'ouest de Flensbourg, dans le Geest.

## Source, notes et références
- (de) Cet article est partiellement ou en totalité issu de l’article de Wikipédia en allemand intitulé « Osterby (Kreis Schleswig-Flensburg) » (voir la liste des auteurs).